# David Mouriz
David Mouriz Dopico (nascido em 31 de dezembro de 1982) é um atleta paralímpico espanhol que compete na modalidade de basquetebol em cadeira de rodas. Participou dos Jogos Paralímpicos de Verão de 2012 em Londres.